# Ослепление (роман)
«Ослепле́ние» (нем. Die Blendung) — единственный роман Элиаса Канетти, лауреата Нобелевской премии по литературе. Опубликован на немецком языке в 1935 году.
На русский язык переведён С. Аптом и издан в СССР в 1988 году издательством «Художественная литература». В английских и французских переводах название романа передавалось также как «Аутодафе» или «Вавилонская башня».

## Сюжет
Действие происходит в Вене (в тексте романа название города не фигурирует) во второй половине 1920-х годов.
Главный герой — 40-летний филолог Петер Кин, крупный специалист по синологии, признанный в научном мире, однако не занимающий никаких академических должностей и сторонящийся людей. Он целиком погружён в работу и время от времени публикует свои работы и делает доклады, высоко ценимые среди специалистов. Проживая в четырёхкомнатной квартире, он владеет огромной библиотекой, включающей около 22 тысяч томов. Книги составляют его главную любовь, ко всем бытовым вопросам Кин равнодушен. На него работает экономка Тереза, женщина 56 лет, чьё внимательное обращение с книгами нравится Кину. Он женится на Терезе, хотя они и не начинают жить супружеской жизнью. После женитьбы между супругами постепенно разгорается конфликт: Тереза заявляет свои права на три из четырёх комнат квартиры, начинает покупать мебель для бытовых нужд, она также озабочена проблемой завещания Кина. Узнав, что его состояние в банке — всего лишь 12650 шиллингов, поскольку унаследованная Кином сумма была за последние двадцать лет почти целиком потрачена на книги, Тереза приходит в ярость. Она начинает избивать Кина и контролировать каждый его шаг, лишая его жизненного пространства в квартире. Наконец, Кин сбегает из дома, причём сберкнижка, которую Тереза не смогла найти, остаётся у него.
Кин забирает в банке все свои деньги и начинает жить в гостиницах. Он ходит по книжным магазинам, предъявляя списки нужной ему для работы литературы, однако ничего не покупает в действительности, считая, что все книги теперь хранятся у него в голове. Вечером перед сном он мысленно раскладывает свою библиотеку из головы по гостиничному номеру. Приобретение новой библиотеки взамен утраченной занимает всё время Кина, он больше не работает над статьями. В притоне, куда случайно заходит Кин, он знакомится с горбуном Фишерле, бедным евреем, одержимым страстью к шахматам и выступающим в роли сутенёра собственной жены. Кин нанимает Фишерле помощником по хранению и раскладыванию книг, со временем часть его книг «носит» в своей голове уже Фишерле. При этом горбун мечтает завладеть деньгами Кина, чтобы уехать в Америку и стать чемпионом мира по шахматам. Кин начинает дежурить у ломбарда, чтобы платить людям, приносящим туда книги, за то, чтобы они не оставляли книги в ломбарде. Фишерле подговаривает своих знакомых по притону выдавать себя за тех, кто несёт в ломбард книги, и в результате собирает внушительную сумму, которую платит им Кин. Тем временем Тереза становится любовницей привратника Пфаффа, грубого и жестокого человека, бывшего полицейского. Они начинают понемногу закладывать книги Кина в ломбарде. В один из дней они встречают там самого Кина, между ними завязывается потасовка. Во время разбирательства в полиции Кин говорит о том, что Тереза мертва и это лишь её призрак, Тереза же называет Кина вором, считая, что он украл деньги, полагающиеся ей по завещанию. С трудом разобравшись в происходящем, полицейские выгоняют их всех на улицу. Привратник временно поселяет Кина у себя, поскольку тот убеждён, что квартиру надо очистить от трупа Терезы. Фишерле покупает билет до Парижа и новый костюм, однако, когда он перед отъездом заходит домой, чтобы взять календарик с адресами известных шахматистов, клиент его жены убивает его.
В день предполагаемого отъезда Фишерле посылает телеграмму психиатру Жоржу Кину, младшему брату Петера, который работает в Париже психиатром. Тот приезжает, думая, что телеграмма от его брата. Он встречает Терезу, привратника, Петера и в долгой беседе с братом частично узнаёт о произошедшем, главным образом благодаря цитируемым его братом сюжетам из истории и литературы. Он выселяет из дома Терезу и привратника, заставляя их выкупить заложенные книги. Петер Кин снова оказывается один в квартире со своей библиотекой. Когда брат уезжает, он обходит квартиру и ночью, обезумев, поджигает её, сложив книги стопками у входной двери, а сам встав на лесенку посреди комнаты.

## Основные персонажи
По словам Дмитрия Затонского, «в книге действуют всего пять героев и немногим более двух десятков персонажей второго и третьего плана, часть из которых попадает в поле читательского зрения совсем ненадолго».
- Петер Кин, 40 лет — крупный учёный-синолог, владелец большой личной библиотеки
- Тереза, 56 лет — на протяжении 8 лет экономка, затем жена Петера Кина, мечтающая получить деньги, причитающиеся ей по его завещанию
- Фишерле — карлик (горбун), мелкий вор и сутенёр, увлечённый шахматной игрой
- Бенедикт Пфафф — привратник дома, где живёт Кин, бывший полицейский, доведший побоями до смерти свою жену и дочь
- Жорж (Георг) Кин — младший брат Петера, сначала гинеколог, затем успешный психиатр, проживающий в Париже

## Создание

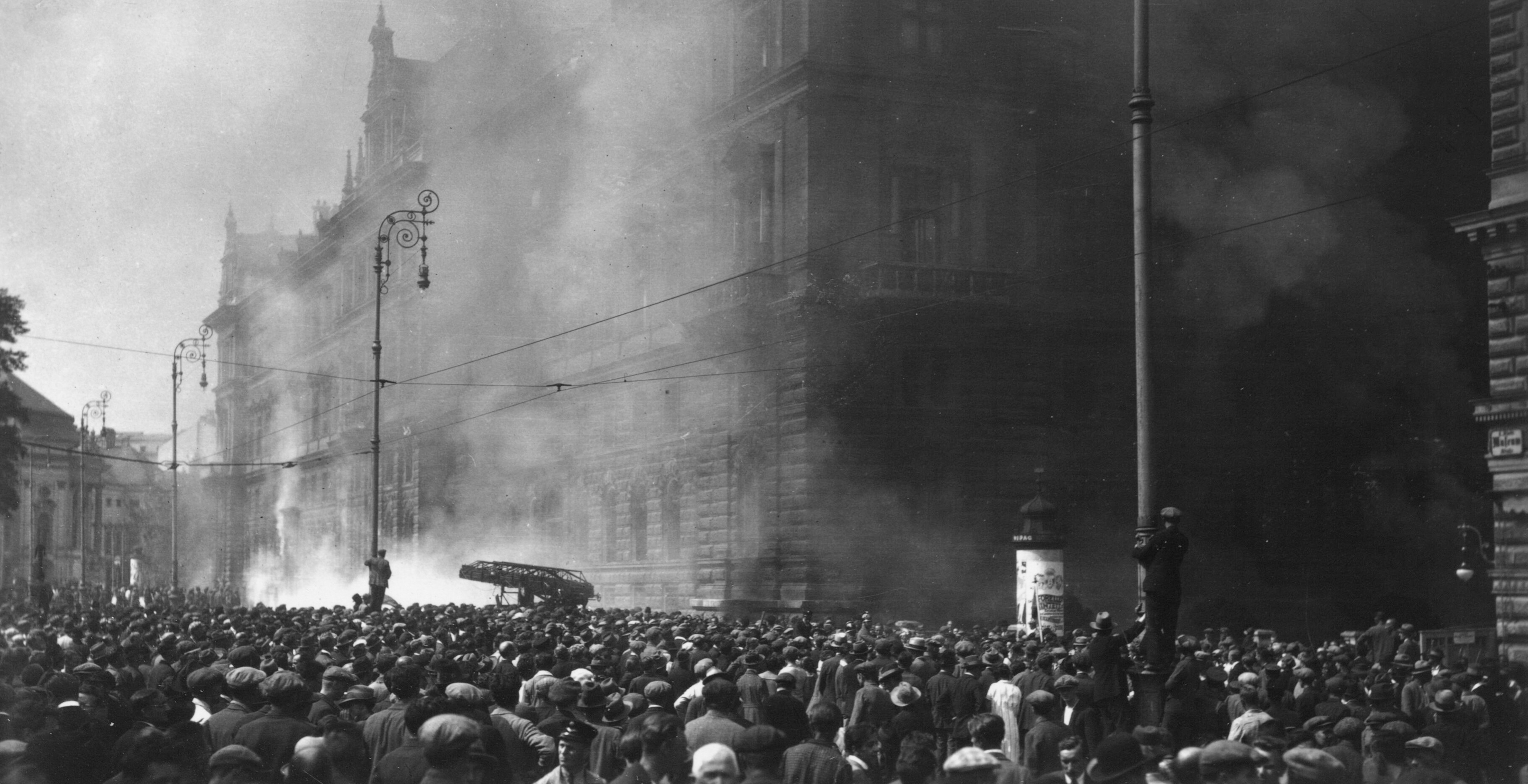
Толпа возле горящего Дворца правосудия в июле 1927 года

В 1929 году у Канетти, тогда лишь начинающего литератора, возник замысел цикла из восьми романов, в центре каждого из которых должен был стоять герой, выделяющийся каким-нибудь маниакальным свойством. Подражая «Человеческой комедии» Бальзака, Канетти предполагал назвать свой цикл «Человеческой комедией заблуждений». Некоторое время он работал над всеми романами сразу, однако к осени 1930 года наибольшее внимание стал уделять персонажу по прозвищу «Книжный Червь», затем получившему фамилию Бранд (по-немецки это слово значит «пожар»). Образ пожара, отражённый в этом имени, а также играющий ключевую роль в финале будущего романа, был связан у Канетти с его воспоминаниями о пожаре в Венском дворце правосудия во время июльской революции 1927 года, свидетелем которой он был. Названием романа стало «Бранд ловит огонь», а позже имя героя поменялось — автор назвал его Кант и, наконец, Кин. Новым же названием стало «Ослепление» — оно было более универсальным и «прямо и косвенно выражало главные идеи романа, его ведущие метафорические значения».
Роман был опубликован в 1935 году в Вене и остался почти незамеченным. В 1937 году он был переведён в соседней с Австрией Чехословакии. Лишь после войны в 1946 году вышло английское издание, в 1947-м — американское, в 1948 году немецкий оригинал был издан в Мюнхене. Французское издание 1949 года было отмечено премией за лучшую иностранную книгу. Однако настоящее признание пришло к Канетти в связи с его романом лишь в 1960-е годы. В 1963 году книга была переиздана в Мюнхене. В 1970-е годы Канетти получил ряд литературных премий, а в 1981 году — Нобелевскую премию по литературе.

## Отзывы
В критике высказывались сходные оценки смысла романа. Так, Уильям Донахью пишет о том, что, «в простых терминах, глубинный смысл „Аутодафе“ связан с упадком социального мира» (англ. it can be stated simply: Auto-da-Fé is profoundly concerned with the diminution of the social world). То «ослепление», о котором говорится в оригинальном названии, в первую очередь означает подавление социальной реальности, которое проявляется на уровне личностей, но в каждом случае отражает более широкие культурные практики.
По мнению Арнасона и Робертса, в романе показано апокалиптическое ви́дение европейского общества «на краю вулкана», при этом оно слепо по отношению к собственной деструктивной стороне — взрывной мощи толпы. Исходное название романа «Кант загорается» (англ. Kant catches fire) служит своего рода связующим звеном между итоговым немецким заглавием «Ослепление» или «Слепота» и английским переводом «Аутодафе» — слепота философии приводит к самосожжению.
Дмитрий Затонский также отмечает, что «отношения массы с властью — одна из важнейших проблем романа. При этом взгляд Канетти обращен на подножие пирамиды, то есть на „мелких людишек“, в совокупности своей служащих питательной средой для фашистских движений, для всех тоталитаристских идеологий». В частности, «Канетти настойчиво подталкивает нас к выводу, что диктатор — это не личность, что это и есть „человек толпы“, только наделенный властью или ее узурпировавший»: так, акт самосожжения Кина в финале, «его жест разрушения того, что даже ему самому прежде виделось святым, неожиданно начинает ассоциироваться с самоубийственной гонкой термоядерных вооружений».
Говоря о художественных особенностях книги, Дмитрий Затонский пишет о том, что форма «Ослепления» на первый взгляд «не выглядит сколько-нибудь экспериментальной, скорее традиционной»: роман делится на три части, части — на главы, действие по преимуществу развивается хронологически; в романе сколько угодно невероятных ситуаций, но нет фантастических (кроме «складывания» библиотеки Кина у него в голове). При этом «Ослепление» — «это царство теней, царство маний, царство вымыслов». Все основные герои романа — это «типы людей, живущих и действующих в ослеплении», причём речь идёт о слепоте социальной. Все пятеро всегда правы в собственных глазах, а другие перед ними виноваты и им что-то должны; ни один из героев органически не способен стать на чужую точку зрения и взглянуть на себя со стороны, мир предстает перед ними до неузнаваемости искажённым. Все они постоянно лгут, но верят в собственную ложь. Критик заключает, что «воображаемое и действительное, субъективное и объективное, ложь и истина подаются в романе нарочито нерасчленёнными, катятся единым потоком. Не всегда сразу различишь, где сон, а где явь, случилось ли такое с героем на самом деле или только ему привиделось, придумалось».